# Juniper
Pour les articles homonymes, voir Juniper (homonymie).
Juniper est une localité canadienne située dans le comté de Carleton dans la province du Nouveau-Brunswick.

## Géographie
Juniper est un hameau du comté de Carleton, Nouveau-Brunswick, Canada. Juniper est situé dans la paroisse d'Aberdeen. Il est situé sur la route 107, qui part de la route 105 à Bristol, va vers le nord-est jusqu'à Juniper, puis bifurque vers le sud-est en direction de Napadogan et Deersdale.

## Histoire
Juniper doit son nom à l'arbuste de genévrier à croissance lente qui poussait dans la forêt d'épinettes marécageuse près de Juniper Station.
L'économie locale est largement basée sur l'exploitation forestière, qui emploie environ la moitié de la population. En novembre 2006, le village a commencé à éprouver des difficultés à maintenir ses papeteries ouvertes en raison d'une baisse du prix du papier.

## Économie
L'économie bénéficie également d'un certain tourisme lié à la chasse et à la pêche, car le village se trouve sur la branche sud de la rivière Miramichi, réputée pour la pêche au saumon et à la truite. Le bureau de poste de Juniper date de 1918.

## Flore
La tourbière de Juniper Barrens, la plus grande de la région, couvre 12 kilomètres carrés et abrite l'orchidée à franges blanches (Platanthera blephariglottis), un type peu commun d'orchidée papillon, et le carex (herbe) Carex eburnea (en). La tourbe a une profondeur de deux à trois mètres. La tourbière est l'un des nombreux sites uniques du Maine et des provinces maritimes du Canada, présentés sur le réseau Irving Forest Discovery Network.

## Annexe